# Corticostatine
 (février 2021).
Ne doit pas être confondu avec Corticostatine (neuropeptide).
Les corticostatines sont un groupe d'alcaloïdes stéroïdiens isolés pour la première fois en 2006 dans l'éponge marine Corticium simplex. Les corticostatines ont été découvertes dans le cadre d'une recherche de composés naturels inhibant la prolifération des cellules endothéliales de la veine ombilicale (HUVEC), la corticostatine A étant le composé le plus puissant de la classe. 
La corticostatine A, qui est la version synthétique d'un extrait d'éponge marine, a été testée avec succès in vitro sur les deux souches de VIH1 et 2 par une équipe de l'Institut de recherche Scripps en Floride. Même à d'infimes concentrations, le composé agit en se liant fortement à la protéine virale Tat (en), qui est un activateur puissant de l’expression du gène VIH, empêchant la réplication virale. Ce nouvel inhibiteur serait efficace aussi bien sur les cellules nouvellement infectées que sur celles où l'infection est chronique. Les chercheurs n’ont pas observé de toxicité au niveau cellulaire.
L'équipe de Shair, à Harvard, a montré que la corticostatine A était un inhibiteur extrêmement puissant et sélectif de CDK8 et CDK19, les kinases associées au complexe Mediator (en). Parmi les 386 kinases évaluées, la corticostatine A n'a inhibé que CDK8 et CDK19, révélant qu'elle fait partie des inhibiteurs de kinase les plus sélectifs. Il a également été démontré que la corticostatine A inhibe puissamment la croissance des cellules de leucémie myéloïde aiguë et de la LMA dans deux modèles de souris in vivo. L'identification des allèles dominants de CDK8 et CDK19 résistants aux médicaments démontre que ces kinases médient l'activité de la corticostatine A dans les cellules LMA. Ainsi, l'inhibition de CDK8 et CDK19 est une nouvelle approche thérapeutique de la LMA. La cortistatine A a provoqué une régulation à la hausse sélective et disproportionnée des gènes associés aux super-amplificateurs (en) dans les cellules LMA, ce qui a contribué à son activité anti-leucémique. Ces travaux ont indiqué que CDK8 et CDK19 sont des régulateurs négatifs des gènes associés à un super-amplificateur dans la LMA. 
La di-déshydrocorticostatine A inhibe la réplication virale dans les cellules infectées par le VIH en se liant à la protéine Tat. 
La corticostatine A a été synthétisée par les laboratoires Shair, Myers, Baran et Nicolaou.  

## Structures chimiques

cortistatine A
cortistatine B
cortistatine C
cortistatine D
cortistatine E
cortistatine F
cortistatine G
cortistatine H
cortistatine J
cortistatine K
cortistatine L